# Robert Spencer, I barone Spencer di Wormleighton
Robert Spencer, I barone Spencer di Wormleighton (Althorp, 1570 – 25 ottobre 1627), è stato un pari inglese.

## Biografia

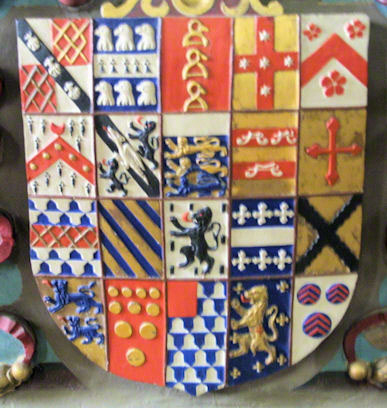
Lo stemma di Robert Spencer e della moglie Margaret Willoughby nella Chiesa di Great Brington, Northamptonshire

Discendente da una lunga schiatta di cavalieri e possidenti terrieri, Robert Spencer fu uno di quegli "uomini nuovi" che ebbero accesso ai ranghi della nobiltà all'epoca degli Stuart, e il primo della sua schiatta a vestire la toga dei Pari d'Inghilterra. Nato nel 1570 da Sir John Spencer e Mary Catlin, come i suoi avi si dedicò all'amministrazione della contea e delle sue tenute, attività che svolse con notevole profitto, dal momento che nel 1603 era considerato l'uomo più ricco di tutto il Regno. Dal 1597 al 1598 fu Membro del Parlamento per Brackley, nel 1600 fu armato cavaliere, il quinto della sua stirpe, mentre dal 1601 al 1602 fu Sceriffo del Northamptonshire; nel 1601 divenne anche cavaliere dell'Ordine della Giarrettiera. Fu con l'ascesa al trono d'Inghilterra di Giacomo I Stuart, dopo la morte di Elisabetta, che le sue fortune conobbero una nuova fioritura: nello stesso anno infatti, il 21 luglio 1603, Robert Spencer divenne il I Barone di Wormleighton (da una delle sue principali tenute), inaugurando così la linea degli Spencer nella paria d'Inghilterra. Il 18 settembre seguente venne inviato in ambasciata presso il duca Federico I di Württemberg, per consegnargli il collare della Giarrettiera, venendo ricevuto da quest'ultimo con grande magnificenza. In politica interna Robert Spencer si schierò con il partito capeggiato dal conte di Southampton (il patrono di Shakespeare), del quale fu un fervente sostenitore, tanto che la figlia del conte sposerà il figlio ed erede di lord Spencer, William; prese parte attiva nel processo contro Francis Bacon, nel quale si schierò con l'accusa reclamando la degradazione di Bacon dal suo titolo nobiliare.
In una occasione analoga lord Spencer ebbe un alterco con il conte di Arundel, erede del celebre e sfortunato casato di Norfolk. Il conte aveva proposto che un certo sir Henry Yelverton, il cui caso era in esame alla Camera dei Lords, fosse condannato senza essere ascoltato in sua difesa: Spencer obiettò allora che due antenati del conte, Norfolk e Surrey, condannati per tradimento ai tempi dei Tudor, avevano avuto la possibilità di esporre le loro ragioni davanti ai loro pari. Il conte di Arundel ribatté stizzito che a quell'epoca gli antenati di lord Spencer allevavano pecore (in riferimento alla fonte di ricchezza del casato degli Spencer); poiché si rifiutò di ritrattare l'offesa a un suo pari, lord Arundel venne rinchiuso per breve tempo nella Torre di Londra. Nel febbraio seguente lord Spencer fece parte di una commissione incaricata di studiare il problema delle terre incolte, data la sua competenza in materia agricola. Morì il 25 ottobre del 1627, e fu sepolto nella chiesa avita di Brington, Northamptonshire.

## Famiglia
Il 15 febbraio 1587 sposò Margherita Willoughby la figlia di Sir Francis Willoughby ed Elisabetta Lyttelton. Fu un matrimonio felice e lui non si risposò più, come ricorda anche Ben Johnson in alcuni suoi versi. Da lei ebbe quattro figli e tre figlie:
- Mary (24 agosto 1588-14 luglio 1658), sposò Richard Anderson;
- Elizabeth (30 novembre 1589-19 novembre 1618) sposò George Fane;
- John Spencer (6 dicembre 1590-16 agosto 1610);
- William Spencer, II barone Spencer di Wormleighton (4 gennaio 1592-19 dicembre 1636) sposò Lady Penelope Wriothesley;
- Richard (21 ottobre 1593-1º novembre 1661) sposò Maria Sandys;
- Edward (2 marzo 1594-16 febbraio 1655/1656) sposò Margherita Goldsmith;
- Margaret (14 agosto 1597-6 dicembre 1613).